# Sesuti Harry
Sesuti Harry (angleško Deconstructing Harry) je ameriški komični film iz leta 1997, ki ga je režiral in zanj napisal scenarij Woody Allen. Zgodba prikazuje uspešnega pisatelja Harrya Blocka (Allen), ki črpa navdih iz dogodkov in znancev iz svojega življenja, kar ga je pogosto pripeljalo do spora z njimi. Osredotoči se na njegovo vožnjo na univerzo, iz katere so ga nekoč izključili, zdaj pa mu bodo podelili častni doktorat. Spremljajo ga prostitutka, prijatelj in sin, ki ga je ugrabil nekdanji ženi, ob tem se spominja preteklosti ter prizorov in likov iz svoje literature.
Film je prejel zmerno pozitivne ocene kritikov. Allen je bil zanj nominiran za oskarja za najboljši scenarij in Zlati Satellite za najboljšo komedijo ali muzikal. Na strani Rotten Tomatoes je film prejel oceno 73%. Sesuti Harry je večja predelava Allenovega zgodnejšega filma Stardust Memories iz leta 1980, ki prav tako prikazuje umetnika na poti na slovesnost v njegovo čast, med potjo pa se spominja nekdanjih razmerij in skuša popravili aktualna.

## Vloge
- Woody Allen kot Harry Block
- Richard Benjamin kot Ken
- Kirstie Alley kot Joan,
- Billy Crystal kot Larry
- Judy Davis kot Lucy
- Bob Balaban kot Richard
- Elisabeth Shue kot Fay Sexton
- Tobey Maguire kot Harvey Stern
- Jennifer Garner kot ženska v dvigalu
- Paul Giamatti kot prof. Abbott
- Stanley Tucci kot Paul Epstein
- Julia Louis-Dreyfus kot Leslie
- Mariel Hemingway kot Beth Kramer
- Robin Williams kot Mel
- Hazelle Goodman kot Cookie Williams
- Eric Bogosian kot Burt
- Demi Moore kot Helen
- Caroline Aaron kot Doris Block
- Eric Lloyd kot Hilliard Block
- Amy Irving kot Jane
- Viola Harris kot Elsie
- Shifra Lerer kot Dolly